# Station Brionne
Station Brionne is een spoorwegstation in de Franse gemeente Brionne.